# Kamagorgon
Kamagorgon ulanovi
Genre
Espèce
Kamagorgon est un genre éteint de thérapsides gorgonopsiens ayant vécu durant le Permien moyen dans ce qui est actuellement la Russie européenne. Une seule espèce est connue, Kamagorgon ulanovi, décrite pour la première fois en 1998 par le paléontologue russe Leonid Petrovitch Tatarinov à partir d'un crâne incomplet disposant d'un museau court et de grandes canines.

## Publications
Il était à l'origine classé au sein des biarmosuchiens de la famille de Eotitanosuchidae (en), avec le thérapside mal connu Eotitanosuchus. En 2006, Kamagorgon est reclassé comme un probable gorgonopsien primitif plutôt qu'un biarmosuchien en raison de la longueur de la mâchoire avant et de la face arrière du crâne. Ces caractéristiques sont communément partagées par les lignées de Brithopus (en) et des biarmosuchidés (en).